# Ансон (Вісконсин)
Ансон (англ. Anson) — місто (англ. town) в США, в окрузі Чиппева штату Вісконсин. Населення — 2297 осіб (2020).

## Демографія
Згідно з переписом 2010 року, у місті мешкало 2076 осіб у 841 домогосподарстві у складі 645 родин. Було 944 помешкання
Расовий склад населення:
| - 97,6 % — білих - 0,4 % — чорних або афроамериканців - 0,4 % — азіатів - 0,3 % — корінних американців |

До двох чи більше рас належало 1,1 %. Частка іспаномовних становила 0,3 % від усіх жителів.
За віковим діапазоном населення розподілялося таким чином: 21,3 % — особи молодші 18 років, 64,7 % — особи у віці 18—64 років, 14,0 % — особи у віці 65 років та старші. Медіана віку мешканця становила 45,2 року. На 100 осіб жіночої статі у місті припадало 106,6 чоловіків;  на 100 жінок у віці від 18 років та старших — 107,8 чоловіків також старших 18 років.
Середній дохід на одне домашнє господарство  становив 88 402 долари США (медіана — 73 047), а середній дохід на одну сім'ю — 102 730 доларів (медіана — 83 816). Медіана доходів становила 48 942 долари для чоловіків та 36 536 доларів для жінок. За межею бідності перебувало 8,2 % осіб, у тому числі 9,5 % дітей у віці до 18 років та 12,4 % осіб у віці 65 років та старших.
Цивільне працевлаштоване населення становило 1141 особа. Основні галузі зайнятості: освіта, охорона здоров'я та соціальна допомога — 28,0 %, виробництво — 18,9 %, роздрібна торгівля — 10,0 %, науковці, спеціалісти, менеджери — 9,1 %.